# Стара-Корница (гмина)
Стара-Корница (пол. Stara Kornica) — сельская гмина (волость) в Польше, входит как административная единица в Лосицкий повет, Мазовецкое воеводство. Население — 4989 человек (на 2004 год).

## Демография
| Перепись                       | Всего   | Всего | Женщины | Женщины | Мужчины | Мужчины |
| ------------------------------ | ------- | ----- | ------- | ------- | ------- | ------- |
| Единицы                        | человек | %     | человек | %       | человек | %       |
| Население                      | 4989    | 100   | 2470    | 49,5    | 2519    | 50,5    |
| Плотность населения (чел./км²) | 41,8    | 41,8  | 20,7    | 20,7    | 21,1    | 21,1    |

## Поселения
1. Чарнозем
2. Чебераки
3. Дубиче
4. Гробля
5. Казимежув
6. Келбаски
7. Кобыляны
8. Колёня
9. Коло-Езорка
10. Колёня-Корница
11. Кошелювка
12. Малиново
13. Мазуры
14. Нова-Корница
15. Нове-Шпаки
16. Под-Багно
17. Под-Лясем
18. Подлесница
19. Полонец
20. Поплавы
21. Реформа
22. Рудка
23. Стара-Корница
24. Старе-Шпаки
25. Шпаки-Колёня
26. Указы
27. Валим
28. Валимек
29. Воловик
30. Вулька-Носовска
31. Вулька-Носовска-Колёня
32. Выгнанки
33. Выгон
34. Выжики
35. Забагне
36. Задубицка
37. Залесе
38. Зашопа

## Соседние гмины
1. Гмина Хушлев
2. Гмина Константынув
3. Гмина Лесьна-Подляска
4. Гмина Лосице
5. Гмина Плятерув
6. Гмина Сарнаки